# Экипажная часть локомотива
Экипажная часть локомотива (экипаж локомотива) — часть конструкции тяговой железнодорожной единицы (локомотива), обеспечивающая её движение в рельсовой колее, представляет собой повозку с колёсными парами, в которой располагается необходимое энергетическое и вспомогательное оборудование.  Экипажная часть является основой локомотива, непосредственно обеспечивающей движение.

## Конструктивные требования
К экипажной части предъявляется ряд обязательных конструктивных требований и условий содержания при эксплуатации, к которым относятся:
- способность двигаться на прямых и криволинейных участках пути, не вызывая перегрузок в элементах конструкции
- сохранять прочность узлов и деталей в течение всего срока службы
- обеспечивать комфортные условия труда локомотивной бригады
- защищать оборудование от вредного воздействия вибраций и внешней среды

## Классификация
По типу объединения колёсных пар различают рамные (в жёсткой раме) и тележечные экипажные части.
В рамных экипажных частях колёсные пары (или группы колёсных пар) закреплены в главной раме локомотива. Такой экипаж характерен в основном для паровозов, а также некоторых тепловозов и электровозов, преимущественно маневровых (например ТГМ23). Кроме главной рамы в экипаж паровоза входят ведущие и сцепные колёсные пары, связанные между собой системой дышел, поддерживающие и бегунковые колёсные пары с системой возвращающих устройств, узел рессорного подвешивания и будка машиниста. Энергетическое оборудование (паровой котёл и паровая машина) размещается на главной раме. Сила тяги локомотива в этом случае реализуется ведущей колёсной парой, непосредственно связанной с паровой машиной, и сцепными колёсными парами, соединёнными с ведущей колёсной парой дышлами. Бегунковые колёсные пары являются направляющими и обеспечивают вписывание экипажа в криволинейные участки пути. Поддерживающие колёсные пары воспринимают часть сцепного веса локомотива, разгружая тем самым основные, движущие колёсные пары.
Отличием тележечных экипажей, характерных для подавляющего большинства тепловозов и электровозов, является передача веса от главной рамы (кузова) на колёсные пары, через рамы локомотивных тележек. Связь кузова с тележками в вертикальной плоскости может быть жёсткой (при одноступенчатом рессорном подвешивании) или упругой (при двухступенчатом рессорном подвешивании). В горизонтальной плоскости связь выполняется жёстко-шарнирной, допускающей не только угловой поворот тележки относительно кузова, или упругой с возможными перемещениями в поперечном направлении, но и воспринимать вертикальные нагрузки от кузова. Сила тяги от тележек на кузов передаётся через шкворень или систему тяг. Колёсные пары закрепляются в рамах тележек.

## Осевая формула
Для условного обозначения локомотивов по числу осей принята специальная характеристика, или осевая формула, которая указывает число осей в тележке и число тележек под кузовом. Так, запись 2о-2о означает, что кузов опирается на две 2-осные тележки, и тележки не сцеплены между собой. Если тележки сцеплены друг с другом (ВЛ8), то ставится знак +; 3о-3о — на две 3-осные не сцепленные между собой тележки (в зарубежной практике приняты обозначения соответственно Во-Во и Со-Со). Все колёсные пары тележечных экипажей локомотивов с электрической передачей мощности, как правило, тяговые (движущие) и оборудованы индивидуальным тяговым электродвигателем, что обозначается индексом «о» при цифре, определяющей число осей в тележке. Если локомотив имеет гидромеханическую передачу (ТГМ4), то индекс "о" не ставится.

## Конструкция
К элементам тележечных экипажных частей относятся:
- коробка кузова локомотива (цельнонесущего или с главной рамой) с кабинами машинистов
- рамы локомотивных тележек
- рессорное подвешивание
- система передачи сил тяги
- колёсные пары
- элементы тягового привода

Энергетическое и вспомогательное оборудование размещается в кузове, за исключением тяговых электродвигателей, которые, как правило, крепятся на тележках. На тепловозах к кузову крепится бак с запасом топлива. На маневровых тепловозах с кузовами капотного типа оборудование, размещённое на главной раме, закрывают сверху и с боков съёмные щиты, открывающие двери и жалюзи. Под одним кузовом локомотива могут быть размещены три или четыре тележки. У 8-осных локомотивов кузов опирается непосредственно на тележки или через промежуточные рамы, объединяющие тележки попарно. Осевая формула 8-осного экипажа с четырьмя тележками под одним кузовом при непосредственном опирании кузова на тележки — 2о-2о-2о-2о, при попарном объединении тележек промежуточными   рамами (сцеплении тележек)— 2о+2о - 2о+2о.